# Gregg Allman

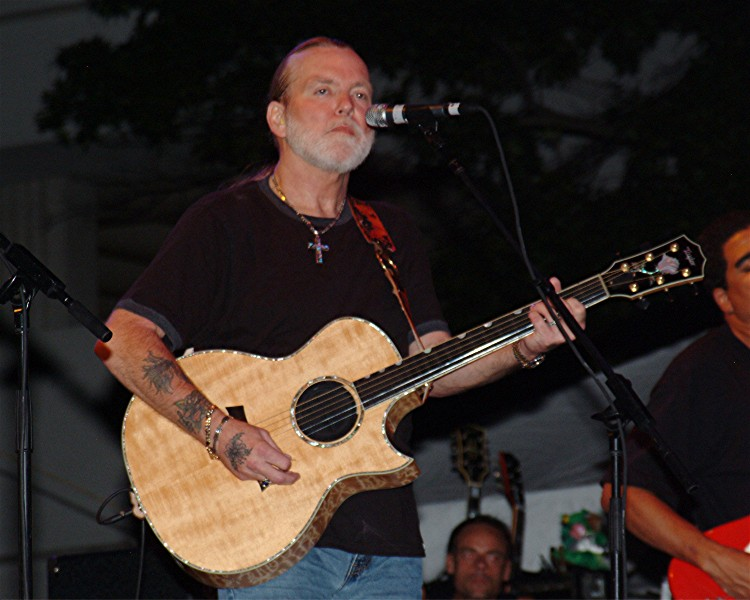
Gregg Allman (2006)

Gregory „Gregg“ Lenoir Allman (* 8. Dezember 1947 in Nashville, Tennessee; † 27. Mai 2017 in Savannah, Georgia) war ein US-amerikanischer Rockmusiker, Sänger und Songschreiber. Er wurde vor allem als Sänger der Allman Brothers Band bekannt.

## Biografie

### Karriere
Die Brüder Gregg und Duane Allman wuchsen in Daytona Beach in Florida auf. Sie spielten in verschiedenen Bands, darunter The Escorts und The Allman Joys, die als The Hour Glass einen Plattenvertrag in Los Angeles bekamen. Sie nahmen zwei psychedelische Blues-Alben auf, waren aber mit dem Resultat nicht zufrieden. Die Gruppe löste sich auf, und Gregg Allman versuchte eine Solokarriere.
Inzwischen hatte sein Bruder Duane in Jacksonville eine Band zusammengestellt, der sich Gregg 1969 als Sänger anschloss. Er übernahm auch die Hammond-Orgel, die er zuerst spielen lernen musste. Die Allman Brothers Band ging in die Rockmusikgeschichte ein.
1973 brachte Gregg Allman das Soloalbum Laid Back heraus. In den nächsten Jahrzehnten liefen Solo- und Bandkarriere parallel. Solo wurde Allman zunächst von der Gregg Allman Band unterstützt, später trat er unter dem Namen Gregg Allman and Friends auf. Seinen größten Solohit hatte Gregg Allman 1986 mit I’m No Angel.
Bis zu seinem Lebensende war Gregg Allman immer noch mit der Allman Brothers Band und mit Gregg Allman and Friends unterwegs. Im Januar 
2014 wurde ihm zu Ehren ein Tribute-Konzert im Fox Theatre von Atlanta veranstaltet, bei dem neben Warren Haynes, Derek Trucks, Susan Tedeschi, Devon Allman, Sam Moore, Keb’ Mo’, Dr. John, John Hiatt, Taj Mahal, Jackson Browne auch Allman selbst auftrat und das für eine CD/DVD-Veröffentlichung mitgeschnitten wurde.
Der Rolling Stone listete Allman auf Rang 70 der 100 größten Sänger aller Zeiten.

### Privatleben und Tod
Nachdem Anfang der 1970er Jahre sein Bruder Duane und das Band-Mitglied Berry Oakley jeweils bei Motorradunfällen tödlich verunglückt waren, brach sich Gregg im Jahr 1975, ebenfalls bei einem Motorradunfall, das Schlüsselbein.
In den 1970er Jahren war Allman mit der Sängerin und Schauspielerin Cher verheiratet. Ihr gemeinsamer Sohn, Elijah Blue Allman, ist ebenfalls Musiker. Ein weiterer Sohn aus einer anderen Beziehung, Devon Allman, ist gleichfalls als Musiker aktiv, unter anderem bei dem Bandprojekt Royal Southern Brotherhood.
Allman nahm jahrelang Drogen und war alkoholabhängig, bevor er Mitte der 1990er einen Entzug machte. Später litt er an Hepatitis C und bekam 2010 eine Leber transplantiert. Am 27. Mai 2017 starb er im Alter von 69 Jahren in seinem Haus in Savannah.

## Diskografie
- 1973: Laid Back
- 1974: Gregg Allman Tour
- 1977: Playin’ Up a Storm
- 1977: Allman & Woman – Two the Hard Way (mit Cher)
- 1987: I’m No Angel
- 1988: Just Before the Bullets Fly
- 1997: Searching for Simplicity
- 2011: Low Country Blues
- 2011: Live at the 2011 New Orleans Jazz & Heritage Festival
- 2015: Live: Back to Macon, GA (Doppel-CD/DVD-Set)
- 2017: Southern Blood (VÖ 8. September 2017)

Weitere Veröffentlichungen mit den Allman Brothers.